# ヨンダーリング
『ヨンダーリング』（Yondering）は、1996年に初演されたバレエである。

## 沿革
ジョン・ノイマイヤーが、カナダのナショナル・バレエ学校に依頼されて創作した1幕の作品で、初演は5月16日（ハンブルク・バレエ学校）、5月29日（カナダ・ナショナル・バレエ学校）に行われた。衣装と照明もノイマイヤー自身が手がけた。日本では2009年のパリ・オペラ座バレエ学校公演の際に上演されている。
また、この作品は2009年のローザンヌ国際バレエコンクールにおいて、フリー・ヴァリエーションの課題曲の一つに取り上げられた。なお、ノイマイヤー自身の言によると、「この作品はプロのカンパニーには踊らせない」ということである。

## 使用曲
トーマス・ハンプソン（バリトン歌手）歌唱によるスティーブン・フォスターの歌曲の録音を使用している。
- 金髪のジェニー
- 恋人よ、窓を開け
- モリー、私を愛しているの？
- ダンシング・オン・ザ・リヴァー
- 夢路より
- そいつが問題
- ああ！赤いバラよいつまでも咲いていてくれ